# خون بر برف
خون بر برف (به انگلیسی: Blood on Snow) خون بر برف از آثار یو نسبو در سال ۲۰۱۵ به نروژی منتشر شد. ترجمه انگلیسی این اثر نیز همان سال و در سال ۱۳۹۵ به فارسی نیما م. اشرافی در نشر چترنگ در ایران منتشر شده‌است.
خون بر برف بخش نخست رمان خورشید نیمه شب است، اما از لحاظ موضوعی مستقل از آن است و تنها اشتراک شخصیت‌های «فیشر من» و «هافمن»، سردمداران قاچاق و توزیع. در نروژ، هستند.

## معرفی
روایت در کشور نروژ، کریسمس سال ۱۹۷۷ اتفاق می‌افتد. «اولاف یوهانسن» راوی و شخصیت ضدقهرمان رمان است. او حسابرس، «دانیل هافمن» از قاچاقچیان و توزیع‌کنندگان مواد مخدر در نروژ است (از هافمن پول می‌گیرد تا حساب بدهکارانش را برسد). هافمن متوجه می‌شود همسرش (کُرینا) به او خیانت می‌کند، پس به اولاف چندین برابرِ همیشه پول می‌دهد تا همسرش را بکشد. اولاف اتاقی در هتلی روبه‌روی خانهٔ هافمن کرایه می‌کند تا چند روز زن هافمن را زیر نظر بگیرد و در بهترین زمان ممکن او را بکشد و اتفاق‌های دیگری در ادامه روایت رقم می‌خورد.
رمان برف بر خون نیز، مانند خورشید نیمه شب، اغلب موجز و بی پیرایه است، اما آنجا که شخصیت اصلی ضدقهرمان و در ضمن راوی خوش قلب، اولاف یوهانسن، درونیات خود را بازگو می‌کند، نثر داستان پرشور و شاعرانه می‌شود. در این رمان نیز خواننده با پیرنگ سرراست مواجه است و به رسم داستان‌های نوآر، همگام با اولاف به کنه شخصیت‌های دیگر، گذشته اولاف و احساسات و ضعف‌ها و انگیزه‌های او پی می‌برد.

## نقد و بررسی
- فضای داستان در روزهای برفی اسلو روایت می‌شود. تصاویر دقیق و جزئیات بسیاری که نسبو با کلمات به تصویر می‌کشد، این رمان را به یکی از سینمایی‌ترین آثار او بدل کرده‌است. روایت آن، روان است و می‌توان کتاب را در یک وعده عصرگاهی خواند.[۶]

- خون بر برف را می‌توان جزو سینمایی‌ترین آثار نسبو به‌شمار آورد، زیرا توصیف‌های وی از کنش‌ها و شخصیت‌ها یادآور فیلم‌های گنگستریِ دهه‌های سی و چهل، وسترن‌های اسپاگتیِ دههٔ شصت میلادی، ملودرام‌های اجتماعی‌جنایی و به‌ویژه فیلم‌های تارانتینو است. خون بر برف را می‌توان جزو سینمایی‌ترین آثار نسبو به‌شمار آورد، زیرا توصیف‌های او از کنش‌ها و شخصیت‌ها یادآور فیلم‌های گنگستری دهه‌های سی و چهل، وسترن‌های اسپاگتی دهه شصت میلادی، ملودرام‌های اجتماعی جنایی و به ویژه فیلم‌های تارانتینو است. در این رمان نسبتاً کوتاه که حتی می‌توان آن را در یک نشست خواند، صحنه‌های نفس‌گیر روایت را به پیش می‌برد و مخاطب همسفر راوی از همه چیز بریده می‌شود تا به دنیای زیرزمینی مخوف اسلو سرک بکشد و دربارهٔ عشق و مرگ به تأمل بپردازد.[۷]

- مژگان چناری در سایت خوابگرد نوشت: «خون بر برف ریتم نسبتاً آرامی دارد اما نویسنده لحظه‌های مناسب دلهره را می‌شناسد و آنها را شکار می‌کند. درست مثل اولاف که لحظه‌های مناسب را برای ارتکاب قتل می‌شناسد و آن را با نوشتن رمان مقایسه می‌کند. می‌داند یک ثانیه بین دیگر ثانیه‌ها چیده شده که نویسنده گفته قرار است روی بدهد، اما هنوز اتفاق نیفتاده. چون جای مناسب خودش را در داستان دارد. پس خواننده باید کمی منتظر بماند تا اتفاق‌ها درست مثل قتل‌های او با ترتیب صحیح روی بدهند.»[۱]

- فاطیما احمدی در روزنامه آرمان نوشت: «در این کتاب، خون و صحنه‌های نفس‌گیر، پیرنگ داستان را به جلو می‌رانند و ما همسفر راوی از همه چیز بریده می‌شویم تا به دنیای زیرزمینی مخوف اسلو سرک بکشیم و در این راه، دربارهٔ عشق و مرگ بیشتر تأمل کنیم.»[۸][۹]

- همچنین عاطفه اسدی دربارهٔ این رمان نوشت: «تعلیق و دلهره و شکی که داستان برای خواننده ایجاد می‌کند خوب است، غافلگیری‌ها بسیار مناسب و به‌جا هستند اما می‌توان گفت بعضی از آن‌ها قابل حدسند و بعد از رسیدن داستان به آن نقطه، شور کشف و لذتی در خواننده ایجاد نمی‌شود، و این مسئلهٔ واکنش به غافلگیری می‌تواند در هر فرد نسبت به دیگری، متفاوت باشد. ترجمه کتاب خوب و قابل قبول بود، هرچند نمی‌دانم مترجم مجبور به سانسور و بریدن جملات کتاب شده یا نه، چون در جاهایی مثلاً «بوسیدن» یا «لب گرفتن» با عنوان «چشیدن قند نوشین»! در متن آمده‌است که من نمی‌دانم این خلاقیت مترجم برای دررفتن از زیر تیغ سانسور بوده، یا واقعاً عبارتی است که به لحن عاشق‌پیشه و شاعرانهٔ اولاف برمی‌گردد.»[۱۰]
- همچنین برگزاری نشست نقد و بررسی رمان برف بر خون و نیز نگارش یادداشت‌های دیگر از جمله نقد و بررسی‌های انجام شده بر این اثر است.[۱۱][۱۲][۱۳]

## حواشی ترجمه در ایران
مترجم در سایت گودریدز یادداشتی نوشته و تأکید کرده که ناشر این کتاب در ایران (نشر چترنگ) از دادن حق و حقوق وی امتناع می‌کند و در نتیجه مترجم خواستار تحریم خرید این کتاب و ناشر شده است.